# Schnelleinsatzgruppe Wasserrettung
Die Schnelleinsatzgruppe Wasserrettung (SEG-WR) wird bei Notfällen am und im Wasser alarmiert. Typische Einsatzmuster sind die Suche und Rettung Ertrinkender, die Bergung von Leichen oder Fahrzeugen aus dem Wasser. Sie sind speziell für die Wasserrettung mit Rettungsgeräten (Motorrettungsboote, Eisrettungsschlitten, Wurfsäcke, Rettungsbojen, Tauchgeräte usw.) ausgerüstet und verfügen zusätzlich zur gewöhnlichen Sanitätsausbildung über wasserrettungsspezifische Spezialausbildungen (Rettungsschwimmer, Wasserretter, Rettungstaucher, Motorbootführer, Strömungsretter usw.).
In Deutschland liegt die Trägerschaft bei verschiedenen Organisationen, zum Beispiel der Deutschen Lebens-Rettungs-Gesellschaft (DLRG), der Wasserwacht, dem Arbeiter-Samariter-Bund oder den Feuerwehren.
Entsprechend vielfältig ist die Struktur der SEG-WR. Meist besteht sie aus einem Bootstrupp und einem Einsatztauchtrupp. Die Einsatzfahrzeuge zum Transport der Mannschaft werden Mannschaftstransportwagen (MTW) und die der Geräte werden beim Roten Kreuz, bei Feuerwehr und DLRG Gerätewagen Wasserrettung (GW-Wasserrettung) genannt.
Bei der DLRG und der Wasserwacht bilden zwei SEG-WR den Kern des Wasserrettungszugs.
Die meisten SEG-WR sind mit ehrenamtlichen Helfern besetzt, die über Funkmeldeempfänger von der Leitstelle alarmiert werden und in 5 bis 10 Minuten einsatzbereit sind.